# Jamien Sherwood
Jamien Sherwood (Jensen Beach, Florida, 12 de enero de 2000) es un jugador profesional estadounidense de fútbol americano que se desempeña en la posición de linebacker en New York Jets, equipo de la National Football League (NFL).

## Carrera
Fue seleccionado en la quinta ronda en la Reunión Anual de Selección de Jugadores de la NFL de 2021. Hizo su debut profesional con el equipo New York Jets, donde lleva jugando tres temporadas.